# Tidal (König)
Tidal ist im Alten Testament nach Gen 14,9  „König von Gojim“.

## Etymologie
Die Bedeutung des Namens (hebräisch תִּדְעָל Tid′al) ist unklar. Er ist wahrscheinlich identisch mit dem hethitischen Königsnamen Tudḫaliya. Die Septuaginta gibt den Namen mit altgriechisch Θαργαλ Thargal wieder. Dieser Name entsteht durch Verwechslung des Buchstaben ד d mit ר r.

## Biographie
Tidal trägt in Gen 14,9  den Titel „König von Gojim“. Dabei ist unklar, ob es sich um ein Königreich dieses Namens handelt, oder ob mehrere Völker gemeint sind (so Luther, Einheitsübersetzung), da hebräisch גּוֹיִם (Gojim) auch allgemein „Völker“ bedeutet. Er ist der vierte und letzte der Könige, die in der Schlacht im Siddimtal gegen die Könige von Sodom und Gomorra kämpfen und Abrahams Bruder Lot gefangen nehmen. Dieser kann aber von Abraham befreit werden.